# Josefin Olsson
Pour les articles homonymes, voir Olsson.
Josefin Olsson, née le 23 août 1989 à Nyköping (Suède), est une skipper suédoise. Elle est médaillée d'argent olympique en laser radial en 2020 à Tokyo.

## Carrière
Aux Jeux olympiques d'été de 2020, elle remporte la médaille d'argent en laser radial féminin derrière la Danoise Anne-Marie Rindom.
Le 25 juillet 2024, elle est nommée porte-drapeau de la Suède aux Jeux olympiques d'été de 2024 aux côtés du cavalier Peder Fredricson.

## Vie privée
Elle fait ses études à l'École d'économie de Stockholm.